# Copa Merconorte de 1998
A Copa Merconorte de 1998 foi a primeira edição da competição oficial de futebol organizada pela CONMEBOL. Originalmente, o torneio contava com a participação de dezesseis equipes divididas em quatro grupos. Estavam incluídas cinco equipes pertencentes à CONCACAF: três do México (América, Cruz Azul e Chivas Guadalajara) e duas dos Estados Unidos (D.C. United e Los Angeles Galaxy).
Contudo, a Federação Mexicana de Futebol insistiu que, ao invés de América e Chivas Guadalajara, escolhidos por critérios de torcida, fossem convidados os dois finalistas do campeonato de verão da primeira divisão mexicana, Toluca e Necaxa. Com a negativa da CONMEBOL, os clubes mexicanos anunciaram sua desistência no dia 20 de agosto. A tabela da Copa Merconorte foi então alterada, sendo removidos também os times norte-americanos, havendo a inclusão de uma quarta equipe colombiana (América de Cali). Com isso, a competição passou a ter doze participantes, com três grupos de quatro equipes.

## Participantes
| Bolívia           |           |
| Clube             | Cidade    |
| ----------------- | --------- |
| The Strongest     | La Paz    |
| Colômbia          |           |
| Clube             | Cidade    |
| América de Cali   | Cáli      |
| Atlético Nacional | Medellín  |
| Deportivo Cali    | Cáli      |
| Millonarios       | Bogotá    |
| Equador           |           |
| Clube             | Cidade    |
| Barcelona         | Guayaquil |
| El Nacional       | Quito     |
| Emelec            | Guayaquil |
| Peru              |           |
| Clube             | Cidade    |
| Alianza Lima      | Lima      |
| Sporting Cristal  | Lima      |
| Universitario     | Lima      |
| Venezuela         |           |
| Clube             | Cidade    |
| Caracas           | Caracas   |

## Tabela

### Primeira fase

#### Grupo A
| 15 de setembro de 1998 | Emelec     | 1 – 1   | Sporting Cristal | George Capwell, Guayaquil (Equador)                         |
|                        | Juárez 71' | Notícia | Soto 16'         | Árbitro: Luis Solórzano Auxiliares: José Roa e José Beltrán |

- Emelec: Cevallos; Coronel, Poroso, Smith e Mendoza; Tenorio, Ramos (Candelario), Vásquez e Fernández (García); Juárez e Kaviedes.
- Sporting Cristal: Ferro; Rivera, Asteggiano, Carlos Zegarra e Serrano; Alvarado, Soto, Zabarbulo e Carty; Pablo Zegarra (Vásquez) e Ferreira (Olcese). Técnico: Luis Augusto García.

| 15 de setembro de 1998 | América de Cali           | 2 – 1   | Millonarios | Pascual Guerrero, Cáli (Colômbia)                                   |
| 20:30 h (UTC−5)        | Castillo 63' · Téllez 72' | Notícia | López 65'   | Árbitro: Fernando Panesso Auxiliares: Démber Perdomo e Luis Agudelo |

- América de Cali: Gómez; Caicedo, Tierradentro, Posada e Máziri; Gutiérrez, William Zapata, Hurtado (González) e Aguilar (William); Moreno (Téllez) e Castillo. Técnico: Diego Umaña.
- Millonarios: Burgués; Flórez (Ortiz), Cortés, López e Martínez; Mosquera, Cuero, Real e Suárez; Daza e Ferreira (Márcio Cruz). Técnico: Jorge Luis Pinto.

| 23 de setembro de 1998 | Sporting Cristal | 2 – 2   | América de Cali | Matute, Lima (Peru)   |
|                        | Carty 17' 53'    | Notícia | Hurtado 34' 89' | Árbitro: Byron Moreno |

- Sporting Cristal: Ferro; Soto, Asteggiano, Alvarado e Carlos Zegarra; Rivera, Serrano, Vásquez (Olcese) e Ferreira (Pablo Zegarra); Nílson e Carty. Técnico: Luis Augusto García.
- América de Cali: Robinson Zapata; Virviescas (Córdova), Tierradentro, Montoya e Vargas; William Zapata, Zuluaga, Aguilar (Enciso) e Del Castillo; Hurtado e Sérgio João. Técnico: Jaime de la Pava.

| 23 de setembro de 1998 | Millonarios                | 2 – 1   | Emelec     | El Campín, Bogotá (Colômbia)                                    |
| 21:00 h (UTC−5)        | Martínez 7' · Ferreira 86' | Notícia | Juárez 21' | Árbitro: Paolo Borgosano Auxiliares: Raúl Pérez e Paulo Mendoza |

| 30 de setembro de 1998 | Sporting Cristal | 0 – 1 | Millonarios  | Matute, Lima (Peru)                                           |
| 19:00 h (UTC−5)        |                  |       | Ferreira 45' | Árbitro: Byron Moreno Auxiliares: José Carpio e José Maquilón |

| 30 de setembro de 1998 | América de Cali              | 2 – 2   | Emelec                     | Pascual Guerrero, Cáli (Colômbia)                               |
| 21:00 h (UTC−5)        | Hurtado 47' (P) · Téllez 71' | Notícia | Vásquez 22' · Ferreira 44' | Árbitro: José Arana Auxiliares: César Córdova e Manuel Yupanqui |

- América de Cali: Gómez; Caicedo, Posada, Ortegón e Cardona; William Zapata (Castillo), Villarreal, Aguilar (González) e Oviedo (William); Téllez e Hurtado. Técnico: Diego Umaña.
- Emelec: Cevallos; Pavel Caicedo, Tenorio, Poroso (Mejía) e Coronel; Hidalgo (Quintero), Smith, Pineda (Fernández) e Vásquez; Juárez e Kaviedes. Técnico: Carlos Sevilla.

| 8 de outubro de 1998 | Millonarios                   | 2 – 2 | América de Cali            | El Campín, Bogotá (Colômbia) |
| 20:15 h (UTC−5)      | Márcio Cruz 37' · Ramírez 74' |       | Castillo 40' · Hurtado 70' | Árbitro: John Jairo Toro     |

| 15 de outubro de 1998 | Sporting Cristal | 1 – 1 | Emelec        | Matute, Lima (Peru)           |
|                       | Mendoza 45'      |       | Candelario 8' | Árbitro: Juan Carlos Paniagua |

| 22 de outubro de 1998 | América de Cali | 1 – 1 | Sporting Cristal | Pascual Guerrero, Cáli (Colômbia)                                |
| 20:40 h (UTC−5)       | Castillo 44'    |       | Carty 47'        | Árbitro: Paolo Borgosano Auxiliares: José Roa e Francisco Romano |

| 29 de outubro de 1998 | Emelec                                 | 3 – 0 | Millonarios | George Capwell, Guayaquil (Equador)                            |
| 20:40 h (UTC−5)       | Kaviedes 44' · Juárez 62' · Poroso 87' |       |             | Árbitro: César Córdova Auxiliares: Víctor Mayorga e Juan Sulca |

| 3 de novembro de 1998 | Millonarios | 1 – 0 | Sporting Cristal | El Campín, Bogotá (Colômbia)                                 |
| 20:30 h (UTC−5)       | Rivera 25'  |       |                  | Árbitro: Luis Solórzano Auxiliares: Raúl Pérez e José García |

| 10 de novembro de 1998 | Emelec     | 1 – 0   | América de Cali | George Capwell, Guayaquil (Equador) |
| 20:40 h (UTC−5)        | Juárez 14' | Notícia |                 | Árbitro: Juan Carlos Paniagua       |

- Emelec: Cevallos; Coronel, Poroso, Smith e Mendoza; Ramos (Vásquez), Carabalí, Candelario (Moreira) e Fernández (Tenorio); Kaviedes e Juárez. Técnico: Luis Grimaldi (interino).
- América de Cali: Robinson Zapata; Caicedo (Enciso), Posada, Montoya e Vargas; Villarreal, William Zapata, Mangut (Sérgio João) e Zuluaga; Moreno e Hurtado. Técnico: Jaime de la Pava.

| Classificação - Primeira Fase (Grupo A)                                                                                     | Classificação - Primeira Fase (Grupo A) | Classificação - Primeira Fase (Grupo A) | Classificação - Primeira Fase (Grupo A) | Classificação - Primeira Fase (Grupo A) | Classificação - Primeira Fase (Grupo A) | Classificação - Primeira Fase (Grupo A) | Classificação - Primeira Fase (Grupo A) | Classificação - Primeira Fase (Grupo A) | Classificação - Primeira Fase (Grupo A) |
| Time | Time                                    | PG                                      | J                                       | V                                       | E                                       | D                                       | GP                                      | GC                                      | SG                                      |
| --- | --------------------------------------- | --------------------------------------- | --------------------------------------- | --------------------------------------- | --------------------------------------- | --------------------------------------- | --------------------------------------- | --------------------------------------- | --------------------------------------- |
| 1 | Millonarios                             | 10                                      | 6                                       | 3                                       | 1                                       | 2                                       | 7                                       | 8                                       | - 1                                     |
| 2 | Emelec                                  | 9                                       | 6                                       | 2                                       | 3                                       | 1                                       | 9                                       | 6                                       | 3                                       |
| 3 | América de Cali                         | 7                                       | 6                                       | 1                                       | 4                                       | 1                                       | 9                                       | 9                                       | 0                                       |
| 4 | Sporting Cristal                        | 4                                       | 6                                       | 0                                       | 4                                       | 2                                       | 5                                       | 7                                       | - 2                                     |
| PG - pontos ganhos; J - jogos; V - vitórias; E - empates; D - derrotas; GP - gols pró; GC - gols contra; SG - saldo de gols |                                         |                                         |                                         |                                         |                                         |                                         |                                         |                                         |                                         |

#### Grupo B
| 16 de setembro de 1998 | Alianza Lima   | 2 – 0 | Barcelona | Matute, Lima (Peru)           |
| 19:10 h (UTC−5)        | Gareca 11' 20' |       |           | Árbitro: Juan Carlos Paniagua |

- Alianza Lima: Del Mar; Mosquera, Baylón, Ruiz e Hernández; Jayo, Machaca, Llanos e Ramírez (Quinteros); Gareca (Ascoy) e Cavero (Silva). Técnico: Edgar Ospina.
- Barcelona: Cevallos; Gómez, Montanero, Quiñónez e Capurro; Rosero (Asencio), Morales, Noriega (Aires) e Carabalí; De Ávila e Alfaro Moreno. Técnico: Rubén Insúa.

| 16 de setembro de 1998 | The Strongest | 0 – 2 | Atlético Nacional                |                       |
|                        |               |       | Martínez 71' · Carlos Castro 74' | Árbitro: Jorge Torres |

| 22 de setembro de 1998 | Barcelona  | 1 – 1 | The Strongest | Monumental, Guayaquil (Equador) |
| 19:10 h (UTC−5)        | Avilés 74' |       | Ortiz 71'     | Árbitro: César Córdova          |

- Barcelona: Cevallos; Gómez, Montanero, Quiñónez e Capurro; Rosero (Asencio), Morales, Aires (Yáñez) e Carabalí; De Ávila (Avilés) e Alfaro Moreno. Técnico: Rubén Insúa.
- The Strongest: Barrero; Torrico, Ferrufino, Vaca e Rea; Rojas, Aguiar, Sandro Coelho e Luis Suárez (Martínez); Berthy Suárez e Ortiz. Técnico: Saúl Rivero.

| 22 de setembro de 1998 | Atlético Nacional                           | 3 – 1 | Alianza Lima |                          |
|                        | Mackenzie 54' · Valencia 61' · Morantes 89' |       | Jayo 34'     | Árbitro: Rogger Zambrano |

| 1º de outubro de 1998 | Barcelona                        | 2 – 2 | Atlético Nacional   | Monumental, Guayaquil (Equador) |
| 13:30 h (UTC−5)       | De Ávila 16' · Alfaro Moreno 86' |       | John Moreno 40' 60' | Árbitro: Juan Luna              |

- Barcelona: Cevallos; Gómez, Montanero (Noriega), Quiñónez e Capurro; Rosero, Morales, Aires e Asencio; De Ávila e Alfaro Moreno. Técnico: Jorge Carlos Habegger.
- Atlético Nacional: Calero; Fiorillo, Orejuela, Marulanda e Mosquera; Pedro Álvarez, Villa, Vásquez (Mackenzie) e Martínez; Zambrano (Muñoz) e John Moreno. Técnico: Gabriel Jaime Gómez.

| 1º de outubro de 1998 | The Strongest | 0 – 0 | Alianza Lima |                        |
|                       |               |       |              | Árbitro: Ángel Guevara |

| 7 de outubro de 1998 | Barcelona                       | 2 – 0 | Alianza Lima | Monumental, Guayaquil (Equador) |
| 20:10 h (UTC−5)      | Asencio 37' · Alfaro Moreno 50' |       |              | Árbitro: Óscar Ruiz             |

- Barcelona: Cevallos; Rivera, Mina, Quiñónez e Yáñez; Macías, Morales, Gómez e Asencio (Capurro); De Ávila (Moreno) e Alfaro Moreno. Técnico: Jorge Carlos Habegger.
- Alianza Lima: Del Mar; Llanos, Baylón, Ruiz e Salazar; Machaca, Balazar, Quinteros (Rojas) e Ramírez (Saavedra); Pizarro e Silva (Gareca). Técnico: Edgar Ospina.

| 14 de outubro de 1998 | Atlético Nacional         | 2 – 3   | The Strongest                                    |                          |
| 20:40 h (UTC−5)       | Muñoz 62' · Mackenzie 82' | Notícia | Berthy Suárez 48' · Angola 59' · Luis Suárez 72' | Árbitro: Paolo Borgosano |

| 20 de outubro de 1998 | The Strongest | 1 – 0   | Barcelona | Hernando Siles, La Paz (Bolívia) |
| 21:10 h (UTC−4)       | Angola 9'     | Notícia |           | Árbitro: José Arana              |

- The Strongest: Barrero; Torrico, Galván, Vaca e Rea; Rojas, Aguiar, Sandro Coelho e Luis Suárez (Callau); Berthy Suárez e Angola (Ortiz). Técnico: Saúl Rivero.
- Barcelona: Cevallos; Gómez, Montanero, Quiñónez e Capurro; Rosero, Macías, Yáñez (Carabalí) e Moreno (Angulo); De Ávila e Alfaro Moreno. Técnico: Jorge Carlos Habegger.

| 27 de outubro de 1998 | Alianza Lima | 1 – 1 | Atlético Nacional |                      |
|                       | Ribeyro 45'  |       | Vásquez 76'       | Árbitro: René Ortubé |

| 5 de novembro de 1998 | Atlético Nacional                                     | 4 – 0 | Barcelona | Atanasio Girardot, Medellín (Colômbia)                              |
| 20:15 h (UTC−5)       | Muñoz 9' · Morantes 17' · Zambrano 32' · Palacios 83' |       |           | Árbitro: César Córdova Auxiliares: Luis Seminario e Víctor Arambulo |

- Atlético Nacional: Calero (Patiño); Grisales, Palacios, Carlos Álvarez e Martínez; Pedro Álvarez, Estrada, Valencia e Morantes (Vásquez); Zambrano (John Moreno) e Muñoz. Técnico: Gabriel Jaime Gómez.
- Barcelona: Valencia; Rivera, Mina, Montanero e Yáñez (Moreno); Macías, Angulo (Gómez), Noriega e Carabalí; Asencio e Aires (Quiñónez). Técnico: Jorge Carlos Habegger.

| 12 de novembro de 1998 | Alianza Lima                    | 4 – 0   | The Strongest |                       |
|                        | Pizarro 10' 53' · Silva 80' 87' | Notícia |               | Árbitro: Byron Moreno |

| Classificação - Primeira Fase (Grupo B)                                                                                     | Classificação - Primeira Fase (Grupo B) | Classificação - Primeira Fase (Grupo B) | Classificação - Primeira Fase (Grupo B) | Classificação - Primeira Fase (Grupo B) | Classificação - Primeira Fase (Grupo B) | Classificação - Primeira Fase (Grupo B) | Classificação - Primeira Fase (Grupo B) | Classificação - Primeira Fase (Grupo B) | Classificação - Primeira Fase (Grupo B) |
| Time | Time                                    | PG                                      | J                                       | V                                       | E                                       | D                                       | GP                                      | GC                                      | SG                                      |
| --- | --------------------------------------- | --------------------------------------- | --------------------------------------- | --------------------------------------- | --------------------------------------- | --------------------------------------- | --------------------------------------- | --------------------------------------- | --------------------------------------- |
| 1 | Atlético Nacional                       | 11                                      | 6                                       | 3                                       | 2                                       | 1                                       | 14                                      | 7                                       | 7                                       |
| 2 | Alianza Lima                            | 8                                       | 6                                       | 2                                       | 2                                       | 2                                       | 8                                       | 6                                       | 2                                       |
| 3 | The Strongest                           | 8                                       | 6                                       | 2                                       | 2                                       | 2                                       | 5                                       | 9                                       | - 4                                     |
| 4 | Barcelona                               | 5                                       | 6                                       | 1                                       | 2                                       | 3                                       | 5                                       | 10                                      | - 5                                     |
| PG - pontos ganhos; J - jogos; V - vitórias; E - empates; D - derrotas; GP - gols pró; GC - gols contra; SG - saldo de gols |                                         |                                         |                                         |                                         |                                         |                                         |                                         |                                         |                                         |

#### Grupo C
| 17 de setembro de 1998 | Universitario | 0 – 0 | Deportivo Cali |                      |
|                        |               |       |                | Árbitro: José Carpio |

| 17 de setembro de 1998 | Caracas       | 1 – 0 | El Nacional |                       |
|                        | Castellín 63' |       |             | Árbitro: Felipe Russi |

| 24 de setembro de 1998 | El Nacional | 1 – 1 | Universitario |                      |
|                        | Ferri 13'   |       | Guadalupe 79' | Árbitro: Edgar Solís |

| 24 de setembro de 1998 | Deportivo Cali | 1 – 1 | Caracas       | Pascual Guerrero, Cáli (Colômbia) |
| 20:00 h (UTC−5)        | Candelo 68'    |       | Castellín 74' | Árbitro: Víctor Mayorga           |

| 29 de setembro de 1998 | Caracas | 0 – 2 | Universitario              | Misael Delgado, Valencia (Venezuela)                          |
| 22:10 h (UTC−4:30)     |         |       | Gallardo 39' · Cantoro 84' | Árbitro: Felipe Russi Auxiliares: Flavio Rojas e Jesús Orozco |

| 29 de setembro de 1998 | Deportivo Cali              | 2 – 0   | El Nacional | Pascual Guerrero, Cáli (Colômbia)                             |
| 20:40 h (UTC−5)        | Yepes 56' · Betancourth 66' | Notícia |             | Árbitro: Raúl Pérez Auxiliares: Luis Solorzano e Rafael Yáñez |

- Deportivo Cali: Dudamel; Hurtado, Valencia, Yepes e Viveros; Martín Zapata, Gaviria, Patiño, Candelo e Betancourth; Bonilla.
- El Nacional: Chiriboga; Burbano, Reascos, Minda e Aguinaga; Constante (Zamora), Morales, Ferri e Chalá (Palacios); Herrera (Cuéllar) e Ordóñez.

| 6 de outubro de 1998 | Deportivo Cali      | 2 – 1 | Universitario |                          |
|                      | Bonilla 45' (P) 46' |       | Cantoro 31'   | Árbitro: Rogger Zambrano |

| 13 de outubro de 1998 | El Nacional            | 2 – 1 | Caracas       |                       |
|                       | Zamora 14' · Ferri 60' |       | Castellín 52' | Árbitro: Jorge Torres |

| 21 de outubro de 1998 | Universitario   | 1 – 2 | El Nacional             | Lima (Peru)               |
|                       | Cantoro 37' (P) |       | Ferri 50' · Herrera 87' | Árbitro: Fernando Panesso |

| 28 de outubro de 1998 | Caracas | 0 – 2 | Deportivo Cali  |                        |
|                       |         |       | Escobar 18' 27' | Árbitro: Ángel Guevara |

| 4 de novembro de 1998 | Universitario | 1 – 3 | Caracas                             |                     |
|                       | Marquillo 70' |       | Restifo 57' 89' · Castellín 62' (P) | Árbitro: Óscar Ruiz |

| 11 de novembro de 1998 | El Nacional  | 1 – 0 | Deportivo Cali | Atahualpa, Quito (Equador) |
|                        | Valencia 48' |       |                | Árbitro: Edgar Solís       |

| Classificação - Primeira Fase (Grupo C)                                                                                     | Classificação - Primeira Fase (Grupo C) | Classificação - Primeira Fase (Grupo C) | Classificação - Primeira Fase (Grupo C) | Classificação - Primeira Fase (Grupo C) | Classificação - Primeira Fase (Grupo C) | Classificação - Primeira Fase (Grupo C) | Classificação - Primeira Fase (Grupo C) | Classificação - Primeira Fase (Grupo C) | Classificação - Primeira Fase (Grupo C) |
| Time | Time                                    | PG                                      | J                                       | V                                       | E                                       | D                                       | GP                                      | GC                                      | SG                                      |
| --- | --------------------------------------- | --------------------------------------- | --------------------------------------- | --------------------------------------- | --------------------------------------- | --------------------------------------- | --------------------------------------- | --------------------------------------- | --------------------------------------- |
| 1 | Deportivo Cali                          | 11                                      | 6                                       | 3                                       | 2                                       | 1                                       | 7                                       | 3                                       | 4                                       |
| 2 | El Nacional                             | 10                                      | 6                                       | 3                                       | 1                                       | 2                                       | 6                                       | 6                                       | 0                                       |
| 3 | Caracas                                 | 7                                       | 6                                       | 2                                       | 1                                       | 3                                       | 6                                       | 8                                       | - 2                                     |
| 4 | Universitario                           | 5                                       | 6                                       | 1                                       | 2                                       | 3                                       | 6                                       | 8                                       | - 2                                     |
| PG - pontos ganhos; J - jogos; V - vitórias; E - empates; D - derrotas; GP - gols pró; GC - gols contra; SG - saldo de gols |                                         |                                         |                                         |                                         |                                         |                                         |                                         |                                         |                                         |

### Semifinais
| 19 de novembro de 1998 | El Nacional | 1 – 2 | Deportivo Cali            | Atahualpa, Quito (Equador) |
|                        | Chalá 61'   |       | Gaviria 31' · Bonilla 47' | Árbitro: José Arana        |

| 19 de novembro de 1998 | Millonarios | 0 – 2 | Atlético Nacional           | El Campín, Bogotá (Colômbia) |
|                        |             |       | Zambrano 62' · Morantes 77' | Árbitro: René Ortubé         |

| 26 de novembro de 1998 | Deportivo Cali | 1 – 2   | El Nacional              | Pascual Guerrero, Cáli (Colômbia) |
|                        | Escobar 69'    | Notícia | Valencia 59' · Ferri 83' | Árbitro: Paolo Borgosano          |

|                                                            |     | Penalidades                                          |  |
| Martín Zapata: Bedoya: Córdoba: Dudamel: Patiño: Mosquera: | 5–4 | Alvarado: Ordóñez: Ferri: Burbano: Arroyo: Carcelén: |  |

- Deportivo Cali: Dudamel; Hurtado, Valencia, Mosquera e Viveros; Bedoya, Martín Zapata, Candelo e Betancourth (Córdoba); Castillo (Patiño) e Escobar.
- El Nacional: Ibarra; Carcelén, Minda, Quinteros e Arroyo; Constante (Alvarado), Zamora, Herrera (Ferri) e Valencia; Chalá (Burbano) e Ordóñez.

| 26 de novembro de 1998 | Atlético Nacional | 1 – 2   | Millonarios                     | Atanasio Girardot, Medellín (Colômbia) |
|                        | Grisales 64'      | Notícia | Toro 71' (P) · Jair Ramírez 81' | Público: 5,915 Árbitro: Óscar Ruiz     |

- Atlético Nacional: Patiño; Fiorillo, Orejuela, Palacios e Martínez; Pedro Álvarez, Villa, Vásquez e Grisales; Comas (Muñoz) e Carlos Castro.
- Millonarios: López; Zamora, Cambindo, Cortés e Martínez; Jair Ramírez, R.Ramírez (Suárez), Rivera e Vidal (Vásquez); Cornejo (Toro) e Daza.

### Finais
1º jogo
| 3 de dezembro de 1998 | Atlético Nacional           | 3 – 1   | Deportivo Cali        | Atanasio Girardot, Medellín (Colômbia) |
|                       | Vásquez 29' 73' · Perea 61' | Notícia | Martín Zapata 49' (P) | Árbitro: Felipe Russi                  |

|  | Atlético Nacional | Deportivo Cali |

| ATLÉTICO NACIONAL:  |  |               |     |     |
|                     |  |               |     |     |
| G                   |  | Calero        |     |     |
| LD                  |  | Fiorillo      |     | 84' |
| Z                   |  | Perea         |     |     |
| Z                   |  | Orejuela      | 27' |     |
| LE                  |  | Martínez      | 40' |     |
| V                   |  | Pedro Álvarez | 68' |     |
| V                   |  | Villa         | 15' |     |
| M                   |  | Grisales      |     |     |
| M                   |  | Vásquez       |     |     |
| A                   |  | Comas         |     |     |
| A                   |  | Ceballos      |     | 73' |
| Substituição:       |  |               |     |     |
| A                   |  | Muñoz         |     | 73' |
|                     |  | Madrid        |     | 84' |
| Treinador:          |  |               |     |     |
| Gabriel Jaime Gómez |  |               |     |     |

| DEPORTIVO CALI: |  |               |                                   |     |
|                 |  |               |                                   |     |
| G               |  | Dudamel       |                                   |     |
| LD              |  | Hurtado       |                                   |     |
| Z               |  | Valencia      |                                   |     |
| Z               |  | Rivas         | 3'                                |     |
| LE              |  | Viveros       |                                   |     |
| V               |  | Martín Zapata | 54'                               |     |
| V               |  | Patiño        |                                   |     |
| M               |  | Betancourth   |                                   | 21' |
| M               |  | Torres        |                                   |     |
| A               |  | Escobar       |                                   |     |
| A               |  | Córdoba       | Penalizado · Penalizado · Expulso |     |
| Substituição:   |  |               |                                   |     |
| A               |  | Castillo      |                                   | 21' |
| Treinador:      |  |               |                                   |     |
| José Hernández  |  |               |                                   |     |

2º jogo
| 9 de dezembro de 1998 | Deportivo Cali | 0 – 1 | Atlético Nacional | Pascual Guerrero, Cáli (Colômbia)                              |
| 20:40 h (UTC−5)       |                |       | Morantes 90'      | Árbitro: Óscar Ruiz Auxiliares: Eduardo Botero e Daniel Wilson |

|  | Deportivo Cali | Atlético Nacional |

| DEPORTIVO CALI: |  |             |     |     |
|                 |  |             |     |     |
| G               |  | Mendoza     |     |     |
| LD              |  | Hurtado     |     |     |
| Z               |  | Valencia    |     |     |
| Z               |  | Ocampo      |     |     |
| LE              |  | Rivas       |     |     |
| V               |  | Royeiro     | 13' |     |
| V               |  | Arce        |     |     |
| M               |  | Patiño      | 74' |     |
| M               |  | Viveros     | 69' |     |
| A               |  | Torres      |     |     |
| A               |  | Díaz Moreno | 35' | 70' |
| Substituição:   |  |             |     |     |
| A               |  | Castillo    |     | 70' |
| Treinador:      |  |             |     |     |
| José Hernández  |  |             |     |     |

| ATLÉTICO NACIONAL:  |  |               |     |     |
|                     |  |               |     |     |
| G                   |  | Calero        |     |     |
| LD                  |  | Marulanda     | 82' |     |
| Z                   |  | Orejuela      | 23' |     |
| Z                   |  | Palacios      |     |     |
| LE                  |  | Mosquera      |     |     |
| V                   |  | Pedro Álvarez | 74' |     |
| V                   |  | Villa         |     | 65' |
| M                   |  | Rueda         | 65' |     |
| M                   |  | Vásquez       |     | 46' |
| A                   |  | Morantes      |     |     |
| A                   |  | John Moreno   |     | 88' |
| Substituição:       |  |               |     |     |
| A                   |  | Ceballos      | 53' | 46' |
| LE                  |  | Martínez      |     | 65' |
| A                   |  | Muñoz         |     | 88' |
| Treinador:          |  |               |     |     |
| Gabriel Jaime Gómez |  |               |     |     |

| Copa Merconorte 1998                  |
| ------------------------------------- |
| Atlético Nacional Campeão (1º título) |